# Josep Montanyà i Sallés
Josep Montanyà i Sallés (Montmajor, Berguedà, 1846-1903) va ésser un hisendat que fou delegat a les Assemblees de Manresa (1892), Reus (1893) i Balaguer (1894).